# Izidor Kürschner
Izidor Kürschner, noto in Brasile come Dori Kruschner (Budapest, 29 giugno 1885 – Rio de Janeiro, 8 dicembre 1941), è stato un calciatore e allenatore di calcio ungherese.
La sua carriera da allenatore ebbe inizio sotto l'ala protettiva dell'inglese Jimmy Hogan, già suo allenatore al MTK Budapest. Assieme a lui e a Teddy Duckworth guidò la Nazionale di calcio della Svizzera alle Olimpiadi del 1924, concluse con una vittoria della medaglia d'argento. Guidò anche molte altre squadre in Germania e in Svizzera, vincendo almeno un campionato in entrambe le nazioni. Particolarmente rilevante du la sua lunga parentesi alla guida del Grasshoppers di Zurigo, dove diede inizio a un lungo ciclo vincente che venne poi proseguito per diversi anni dall'austriaco Karl Rappan.
Kürschner è però ricordato principalmente per i suoi importanti apporti al calcio sudamericano, nonostante la sua parentesi da allenatore in Brasile non fosse stata coronata dalla vittoria di nessun titolo. Fu infatti lui ad introdurre le più avanzate tattiche europee nel calcio brasiliano, ed in particolare il Sistema WM. Flávio Costa, suo assistente e poi suo successore sulla panchina del Flamengo, fece tesoro della lezione ed utilizzò costantemente tale modulo che avrebbe portato il Flamengo a numerose vittorie del campionato statale e la Nazionale brasiliana alla prima finale mondiale della sua storia.

## Palmarès

### Calciatore
- Campionato ungherese: 2

MTK Budapest: 1904, 1907-1908
- Coppa d'Ungheria: 3

MTK Budapest: 1909-1910, 1910-1911, 1911-1912

### Allenatore

#### Club
- Campionato tedesco: 1

Norimberga: 1920-1921
- Campionato svizzero: 3

Grasshoppers: 1926-1927, 1927-1928, 1930-1931
- Coppa Svizzera: 4

Grasshoppers: 1925-1926, 1926-1927, 1931-1932, 1933-1934